# Zbigniew Raubo (pianista)
Zbigniew Jerzy Raubo (ur. 7 lipca 1969 w Ostrowie Wlkp.) – polski pianista i pedagog.

## Życiorys
Edukację muzyczną rozpoczął w wieku 5 lat. W Kaliszu ukończył PSM I i II st. pod kierunkiem prof. Waldemara Andrzejewskiego. Pierwszy raz wystąpił z orkiestrą w wieku 10 lat. Z wyróżnieniem ukończył studia na Akademii Muzycznej im. Karola Szymanowskiego w Katowicach w klasie prof. Andrzeja Jasińskiego. W czasie studiów był kilkakrotnie stypendystą Ministra Kultury i Sztuki oraz Towarzystwa im. Fryderyka Chopina.
W trakcie kariery wziął udział w wielu konkursach pianistycznych. Jest laureatem VI nagrody na Międzynarodowym Konkursie Pianistycznym im. F. Busoniego w Bolzano (1991), IV nagrody na Konkursie im. F. Liszta w Utrechcie (1992) i Second Stage Prize na Międzynarodowym Konkursie Pianistycznym w Leeds (1993). Brał także udział w Międzynarodowym Konkursie im. Fryderyka Chopina w Warszawie.
Jest koncertującym pianistą. Posiada w swoim repertuarze ponad 30 koncertów na fortepian z orkiestrą. Występuje w Polsce i za granicą. Dawał koncerty we wszystkich polskich filharmoniach, grał również w takich krajach jak Niemcy, Czechy, Słowacja, Rosja, Francja, czy Maroko. Występuje także jako kameralista współpracując m.in. z Bartłomiejem Niziołem, Kwartetem Camerata i Kwartetem Śląskim.
Od 1993 roku pracuje w Akademii Muzycznej im. Karola Szymanowskiego w Katowicach, obecnie zajmując stanowisko profesora nadzwyczajnego. Wychowankowie jego klasy fortepianu zdobywają nagrody na międzynarodowych i ogólnopolskich konkursach pianistycznych, np. Wojciech Waleczek, który zdobył m.in. III nagrodę na Międzynarodowym Konkursie im. F. Liszta we Wrocławiu w 2005.
Poza działalnością koncertową i pedagogiczną pełni funkcje społeczne. Jest wiceprezesem Śląskiego Towarzystwa Muzycznego, przewodniczącym Komisji Zakładowej NSZZ „Solidarność” w uczelni i prezesem Koła Towarzystwa im. Karola Szymanowskiego działającego przy Akademii Muzycznej w Katowicach.
Dokonał wielu nagrań płytowych, radiowych i telewizyjnych. Jego płyta „Chopin Recital” wydana przez wytwórnię DUX otrzymała nominację do Fryderyka'96. Poza tym nagrał płytę z sonatami Schuberta, Sonatami na róg i fortepian i koncertami dla dzieci i młodzieży dla japońskich filii firmy Deutsche Grammophon i RCA.
Został odznaczony Złotym Krzyżem Zasługi (2023).